# Gazeta Lwowska (1810–1939)
Gazeta Lwowska – polski dziennik wydawany w latach 1810–1939 we Lwowie.
Była wydawana we Lwowie w okresie zaboru austriackiego (była oficjalnym organem władz), a od 1918 w II Rzeczypospolitej.
W latach 1810–1918 „Gazeta Lwowska” była organem prasowym władz zaboru austriackiego i początkowo ograniczała się do publikowania ogłoszeń urzędowych, jednak od 1873 roku, kiedy stanowisko redaktora naczelnego objął Władysław Łoziński (jego poprzednikiem był Adolf Rudyński), zamieszczała wiadomości krajowe i zagraniczne oraz felietony, a od kolejnego roku publikowała stały dodatek miesięczny „Przewodnik Naukowy i Literacki” poświęcony literaturze, historii, geografii, etnografii i ekonomii. Z „Gazetą Lwowską” współpracowali m.in. Adam Krechowiecki, Ludwik Kubala, bracia Walery i Władysław Łozińscy, Karol Szajnocha, Józef Szujski, Alfred Wysocki, Stanisław Zachariasiewicz.
Po wybuchu I wojny światowej, we wrześniu 1914 roku, wobec ofensywy armii rosyjskiej i okupacji Lwowa, redakcja „Gazety Lwowskiej” na krótko (do czerwca 1915) przeniosła się do Nowego Sącza.
Po odzyskaniu przez Polskę niepodległości ukazywała się przez cały okres istnienia II Rzeczypospolitej od 1918 do 1939. Redakcja pisma mieściła się przy ówczesnej ulicy Józefa Bartłomieja Zimorowicza 15 na pierwszym piętrze budynku (obecna ulica Dżochara Dudajewa).
Od 1 marca 1934 do 9 sierpnia 1939 dzierżawcą i redaktorem naczelnym Gazety Lwowskiej był Aleksander Wareński.
Dziennik ukazywał się „każdego powszedniego dnia popołudniu”. Do 31 sierpnia 1939 dziennik miał cztery strony, a cena wydania gazety wynosiła 10 groszy. Do tego czasu wydawcą była Polska Agencja Telegraficzna, druk wykonywała Drukarnia „Słowa Polskiego”, a funkcję redaktora pełnił Edward Kozłowski. Ostatni numer ukazał się 12 września 1939 r.